# Vienna’s English Theatre

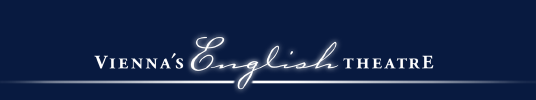
Logo von Vienna’s English Theatre

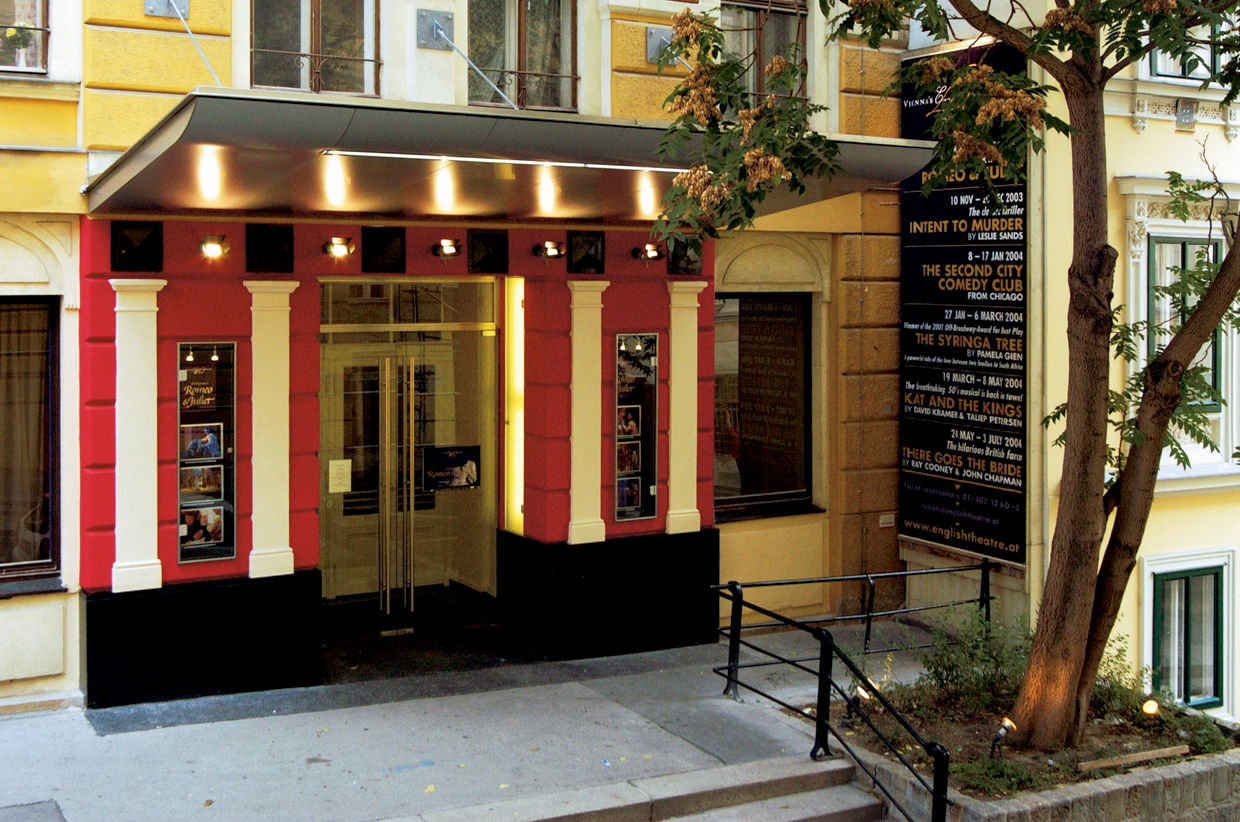
Eingangsportal von Vienna's English Theatre

Das Vienna's English Theatre (VET) ist ein englischsprachiges Theater in Wien. Es wurde 1963 gegründet und befindet sich seit 1974 an der Josefsgasse 12 im 8. Wiener Gemeindebezirk Josefstadt. Es ist das älteste englischsprachige Theater Europas außerhalb Großbritanniens.

## Die Spielstätte

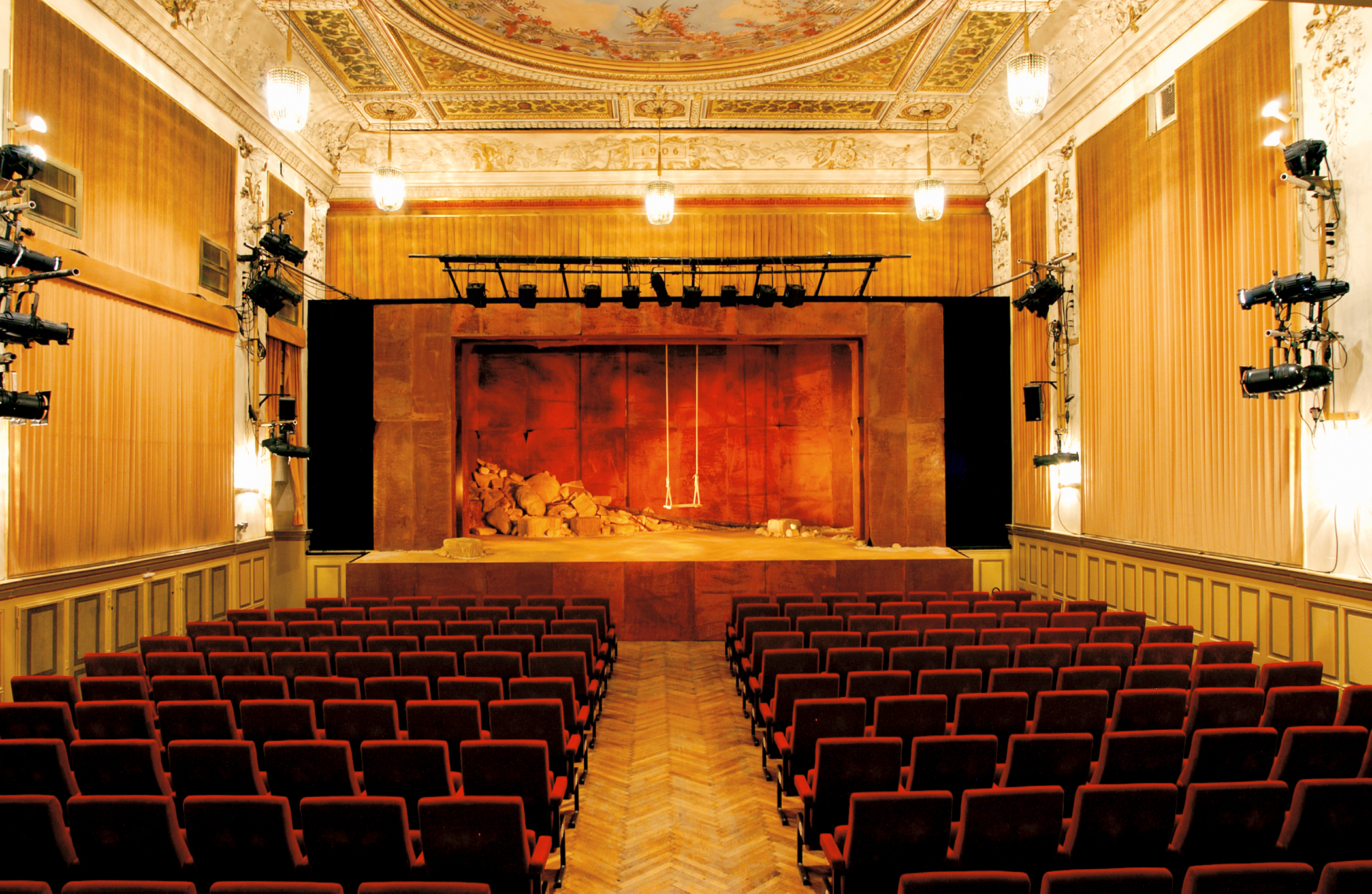
Auditorium des Vienna's English Theatre

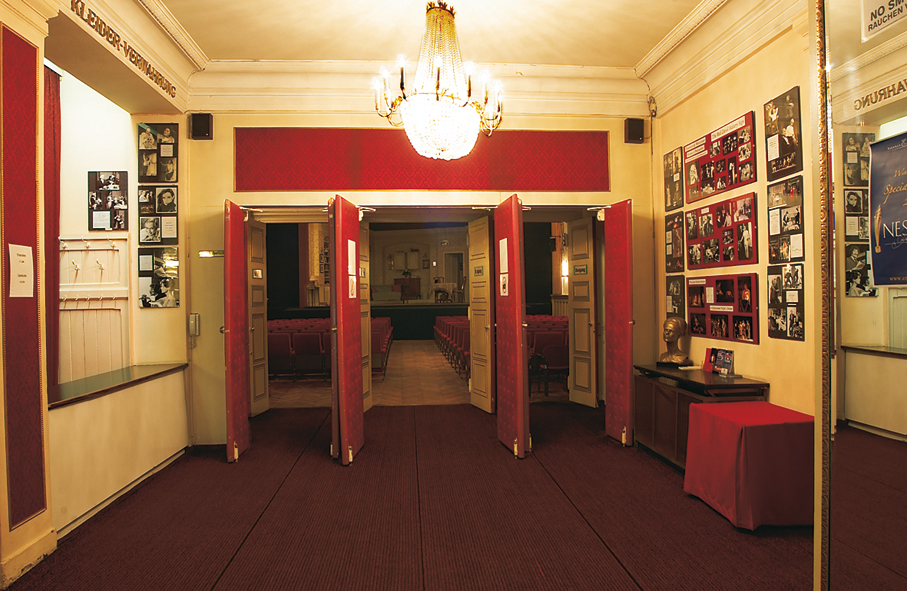
Foyer des Vienna's English Theatre

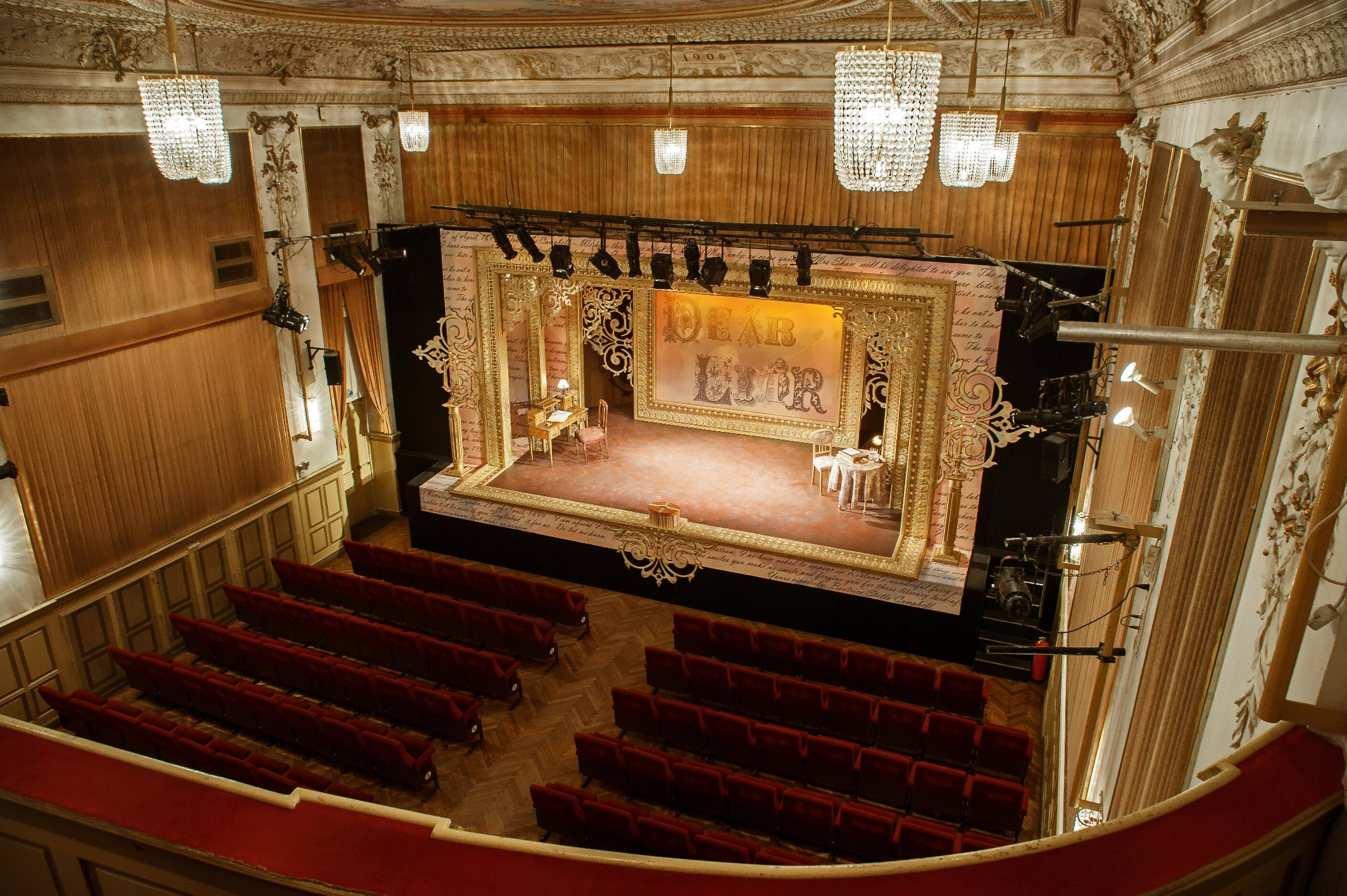
Saal des Vienna's English Theatre vom Balkon

### Im Lehrerhaus
Das VET befindet sich im Festsaal des sogenannten Lehrerhaus, welches im Besitz des Lehrerhausvereins steht. Gebaut wurde das Haus im Jahr 1906 auf dem vom Lehrerhausverein in der Josefsgasse 12 erworbenen Grundstück. Vom Lehrerhaus wurde es später in Lehrerheim umbenannt. 1997 erfolgte die Umbenennung in Pension Lehrerheim und zu einem Beherbergungsbetrieb für die Allgemeinheit ausgebaut. Mit Wirkung vom 1. März 2010 wurde der Hotelbetrieb an einen Hotelbetreiber ausgelagert, das Haus (und damit auch der Festsaal) sind weiterhin im Eigentum des Vereins.

### Der Theatersaal
Im Festsaal des um die Jahrhundertwende gebauten Hauses befindet sich ein Deckengemälde, das in den Jahren 1905/06 entstand und auf die Architekten Titus Neubauer und Gustav Richter (gemeint wohl der Maler Gustav Richter der Jüngere) zurückgeht. Es gilt als besonderes Beispiel des österreichischen Neobarock. Beginnend ab 1959 war der Festsaal an verschiedene Theater vermietet. Darunter waren die Neue Wiener Bühne, das Theater im Josefssaal, das Theater in der Josefsgasse und teilweise bespielte auch das Volkstheater den sogenannten Josefssaal. In den 1970er Jahren wurde der Saal, in das 1974 schließlich das Vienna's English Theatre einzog, um rund 200.000 DM (umgerechnet rund 100.000 Euro) zu einem 250 Plätze fassenden Theater umgebaut.

## Geschichte des Vienna's English Theatre
Das Vienna's English Theatre wurde im Jahr 1963 vom Regisseur Franz Schafranek (* 6. Februar 1930 in Nové Hrady, Tschechoslowakei; † 4. Juni 1991 in Wien) und seiner Frau, der amerikanischen Schauspielerin Ruth Brinkmann (* 22. Juli 1934 in Berlin; † 18. Jänner 1997 in Wien) gegründet. Es ist außerhalb Großbritanniens das älteste englische Theater in Europa. Laut Spiegel (24/1978) war es „das letzte von rund 30 angloamerikanischen Theatern, die nach 1945 auf kontinentalem Boden entstanden waren – […] das „größte Minischauspiel-Wunder von Wien“ (so „Die Presse“).“

### Die Gründungsjahre
Die US-amerikanische Jungschauspielerin Ruth Brinkmann kam 1959 mit ihren Eltern über einen Europaurlaub nach Wien, drei Tage waren eingeplant. In der Heimat spielte sie in Stücken von Shakespeare, Shaw und Tschechow. Vom Time-Magazin war sie zu den 15 meistversprechenden US-Nachwuchsdarstellern gezählt worden. In Wien führte sie der Weg an allen drei Abenden ins Burgtheater in immer dieselbe Aufführung von Arthur Schnitzler. Da sie kein Wort verstand – sie konnte nicht Deutsch – und beschloss in Österreich zu bleiben, suchte sie sich einen Dolmetscher. Den fand sie, auf Vermittlung von H. C. Artmann im Café Hawelka, in dem mit einschlägiger Fachbildung aus Böhmen stammenden Burgtheater-Regieassistenten Franz Schafranek. Die beiden heirateten 1960.
Als sich Ruth Brinkmann um ein Engagement in Wien bemühte, wurde sie von den Direktoren mangels ausreichender Deutschkenntnisse abgewiesen. Dies brachte sie auf die Idee, sich ihr eigenes englischsprachiges Theater zu gründen. Ursprünglich war es als Sommertheater für englische Touristen in Wien geplant. Die erste Spielstätte war das Palais Erzherzog Carl mit 90 bzw. 99 Sitzplätzen. 1963 hob sich das erste Mal der Vorhang, gespielt wurde mit Dear Liar (‚Geliebter Lügner‘) von Jerome Kilty „[das] wohl […] erfolgreichste und billigste Zwei-Personen-Stück“ (Spiegel, 1978). Die beiden Rollen spielten Ruth Brinkmann und Anthony Steel. Die Kritiker prophezeiten dem Theater anfangs eine baldige „Pleite“, da mit ein paar Touristen kein „Theatersommer“ gemacht werden könnte. Schon im ersten Jahr jedoch wurde die Spielzeit auf das ganze Jahr ausgedehnt.
Von 1964 bis 1974 musste das Theater, dem steigenden Besucherandrang folgend, noch einige Male die Veranstaltungsräume wechseln. Spielstätten waren neben dem Palais Erzherzog Carl zum Beispiel das Amerika Haus und das Theater Experiment am Liechtenwerd. Trotz des Erfolgs kämpfte man mit dem Überleben. Das laufende Defizit deckte über Jahre der Ruth Brinkmanns Vater, damals Leitz-Bevollmächtigter in den USA, ab. Um die Kosten zu minimieren, saß die Prinzipalin Brinkmann selbst an der Kasse, gab die Platzanweiserin und spielte anschließend im jeweiligen Stück die Hauptrolle. Ihr Mann Franz führte Regie, er malte die Kulissen und bediente die Scheinwerfer.

### Ab 1974 in der Josefsgasse
Im Jahr 1974 fand das Vienna’s English Theatre mit der Europapremiere von In Praise of Love (→ Produktionen), mit Hilfe der Stadt Wien seine endgültige Spielstätte und Heimstatt am heutigen Standort in der Josefstadt. Mit „amtlichen Subventionen von nicht mal 300.000 Mark“ (Spiegel, 24/1978; umgerechnet rund 150.000 Euro), den Einheimischen als Besuchern statt der erwarteten Touristen, trotz relativ hoher Eintrittspreise und mit (damals wie heute) 5.000 Abonnenten sorgte das Haus für wochenlang ausverkaufte Vorstellungen und konnte sich so in der Wiener Theaterlandschaft etablieren.
1978 wurde das Theater von Franz Schafranek um einen französischsprachigen Zweig, das Théâtre Français de Vienne, erweitert, in dem Schauspieler wie Jean-Louis Barrault, Jeanne Moreau, Jean Marais, Jean-Paul Belmondo, Annie Girardot und Leslie Caron Gastauftritte hatten. 1985 kam auch noch das Teatro Italiano di Vienna hinzu, das italienische Stücke in Originalsprache aufführt. Dafür konnten Schauspieler wie Vittorio Gassman oder Andrea Jonasson verpflichtet werden. Seit Beginn lebt das Theater von den als „Hauptattraktion […] zweifellos […] exzellenten Schauspieler. Sie importieren in die Wiener Josefsgasse ein Stück Londoner Westend-Boulevard.“, so der Spiegel (24/1978), der das darauf zurückführte: „Anders als die meisten, erfolglosen Fremdsprachenbühnen ist die Brinkmannsche auf professionelle Perfektion gedrillt.“
Mit seinen 230 Sitzplätzen hat die Bühne einen festen Platz in der Wiener Theaterszene. Seine beste Auslastung mit 110 % hatte das Theater im Jahr 1996 mit der Inszenierung von Ein Sommernachtstraum, die durchschnittliche Auslastung liegt (Stand April 2008) bei rund 80 %.

### Das Theater im 21. Jahrhundert
Zum Stand April 2009 werden im VET jede Saison fünf englischsprachige Produktionen gespielt. Darunter werden Klassiker und zeitgenössische Autoren, Komödien, Farcen und Krimis, inszeniert von Native Speakers, auf die Bühne gebracht. Ergänzt wird das Programm durch Kurzgastspiele in französischer oder italienischer Sprache sowie durch Kabarettprogramme. Das Theater hat (immer noch, siehe oben) 5.000 Abonnenten, von denen einige seit Beginn des VET dabei sind, die 60 % des Publikums ausmachen.

## Theaterleitung
Bis zu seinem Tod leiteten Franz Schafranek (ausgezeichnet mit dem OBE) und seine Frau Ruth (ausgezeichnet mit dem MBE), das von ihnen gegründete Theater. Als Franz im Jahr 1991 in der Nacht nach einer Premierenvorstellung plötzlich verstarb, übernahm Ruth die Leitung des Theaters. Die Tochter der beiden, Julia Schafranek (* 23. Mai 1967), stieg nach ihrem Studium im Ausland (1986–1988) ins Familienunternehmen ein. Mit dem Tod des Vaters verstärkte sie ihre Mitarbeit. Als ihre Mutter Ruth Schafranek (Brinkmann behielt sie als Künstlernamen) im Jahr 1997 starb, übernahm Julia die Leitung zur Gänze und führt das Theater als Artistic Executive Director bis heute im Sinne ihrer Eltern fort. Am 7. März 2014 wurde Julia Schafranek das Silberne Ehrenzeichen für Verdienste um die Republik Österreich (1952) verliehen. Am 4. September 2014 wurde sie von Kulturstadtrat Andreas Mailath-Pokorny mit dem Goldenen Verdienstzeichen des Landes Wien ausgezeichnet.

## Produktionen (Auswahl)
Der folgende Überblick erfolgt auf Basis der Angaben des Vienna's English Theatre:
1960er Jahre
Die erste Produktion des 1963 neugegründeten Theaters wurde mit Dear Liar von Jerome Kilty mit Ruth Brinkmann und abwechselnd mit George Francis, David Carlile und Anthony Steel auf die Bühne im Palais Erzherzog Carl gebracht. In den Jahren darauf wurden Spoon River von Edgar Lee Masters (1964 und 1966), The Owl and the Pussycat von Bill Manhoff (1965) mit Maurice Warner, Gallows Humor von Jack Richardson (1966) und einige andere Stücke, jeweils mit Ruth Brinkmann und unter der Regie von Franz Schafranek gespielt.
1970er Jahre
Erstmals 1970 wurde im Amerika Haus gespielt: The World of Carl Sandburg mit Ruth Brinkmann, Walker Wyatt und Marilyn Close unter der Regie von Franz Schafranek. Verschiedene Produktionen folgten bis 1974 abwechselnd im Amerika Haus und im Palais Erzherzog Carl. 1971 wurde mit Lovers von Brian Friel, ebenfalls unter der Regie von Franz Schafranek, erst- und einmalig im Theater Experiment am Liechtenwerd gespielt.
Im Jahr 1974 wurde mit der Europapremiere von In Praise of Love (Terence Rattigan) des Erfolgsduos Schauspiel Brinkmann / Regie Schafranek wurde in die heutige Spielstätte in der Josefstadt eingesiedelt. Ebenfalls 1974 wurde mit dem Dauerbrenner der Erstlingsproduktion von 1963, Dear Liar, wiederum mit Ruth Brinkmann in der weiblichen Hauptrolle und unter der Regie von Franz Schafranek, ein letztes Mal im Amerika Haus ein Gastspiel auf die Bühne gebracht.
Das Drama The Red Devil Battery Sign von Tennessee Williams wurde 1976 im VET welturaufgeführt. Der Autor selbst führte Regie, die Prinzipalin Brinkmamm verkörperte die weibliche Hauptrolle.
1990er Jahre
Die Auftragsproduktion des Vienna's English Theatre Three Tall Women von Edward Albees, die 1991 ebenda uraufgeführt wurde, wurde mit dem Pulitzer-Preis ausgezeichnet.
1998 hatte Julia Stemberger ihr englischsprachiges Bühnendebüt in Terence McNallys Frankie and Johnny in the Clair de Lune, gleichzeitig war dies die erste Regiearbeit der Regisseurin Beverly Blankenship am VET. Mit der ersten Produktion des Jahres 2002 brachte das Theater die englischsprachige Europapremiere des mit dem Pulitzer-Preis 2001 ausgezeichnete Stück Proof von David Auburn auf die Bühne.
2010er Jahre
Am Spielplan von 2010 stehen: God of Carnage von Yasmina Reza, der Thriller Suddenly at Home von Francis Durbridge, Regie Paul Tomlinson, und A Capital Affair von Rich Orloff.
Zu ehren Tennessee Williams 100sten Geburtstag im Jahr 2011 wurde das Stück "Cat on a hot tin Roof" aufgeführt.
Die englische Version (Weltpremiere) von "Butterbrot" wird im Jahr 2014, in der Hauptrolle Alfons Haider, aufgeführt.
Im Jahr 2018 wird das stück "RING OF FIRE – The Music of Johnny Cash" zu ehren Johnny Cash aufgeführt.
Im Jahr 2019 kommt das am längsten ununterbrochen aufgeführte Theaterstück der Welt auch auf die Bühne des Vienna's English Theatre, "The Mousetrap" von Agatha Christie.

## Internationale Gastschauspieler
Im Lauf der Jahre konnte sich das VET internationale Anerkennung und Aufmerksamkeit aufbauen. Damit gelang es auch bekannte Theater- und Filmstars für Gastspiele in die „Josefsgasse“ zu holen. Darunter waren unter anderen Joan Fontaine, Anthony Quinn, Horst Buchholz, Linda Gray, Larry Hagman, Gracia Patricia von Monaco, Dame Anna Neagle, Siobhán McKenna und Dame Judi Dench.
Weiters gastierten bis 1978 Dawn Addams in George Bernard Shaws Candida, Morag Hood (die in der 20-teiligen BBC-TV-Serie War and Peace, ‚Krieg und Frieden‘, die Rolle der Natascha spielte) in Jan de Hartogs The Fourposter und TV-Maigret Rupert Davies in Gaslight. Peter Wyngarde (der als Jason King Fernsehbekanntheit erreichte) spielte in Dear Liar.

### Liste von Schauspielern (Auswahl)
- 1980: Fürstin Gracia Patricia in Evocations
- 1980: Judi Dench mit John Stride in People in Love
- 1985: Vittorio Gassman in Non Essere
- 1986: Leslie Caron in Jeux de Femmes
- 1988: Jeanne Moreau in Récit de la servante Zerline
- 1991: Larry Hagman und Linda Gray in Love Letters
- 1991: Jean-Paul Belmondo in Cyrano de Bergerac
- 1991: An Evening with Anthony Quinn
- 1993: Rue McClanahan (bekannt als Golden Girl) in Lettice and Lovage als Lettice Douffet
- 1999: Leslie Nielsen als Clarence Darrow
- 1998: Julia Stemberger in Frankie and Johnny in the Clair de Lune
- 2002: Annie Girardot (mit einem César für Die Klavierspielerin ausgezeichnet), sechstägiges Gastspiel mit Madame Marguerite
- 2010: Katharina Stemberger in God of Carnage als Véronique Vallon
- 2014: Alfons Haider in Chickenshit (Uraufführung der Englischen Fassung von Gabriel Baryllis Erfolgskomödie Butterbrot)

## Kinder- und Jugendlichenförderung

### Theater on Tour
Von Anbeginn des Vienna's English Theatre gehören groß angelegte Tourneen in österreichische Schulen. Aus bescheidenen Anfängen – 12 Vorstellungen für 3000 Schüler – entwickelten sich hunderte Aufführungen für etwa 250.000 Schüler pro Jahr in ganz Österreich. 1982 kam auf Anregung interessierter und engagierter Lehrpersonen und mit Unterstützung des Unterrichtsministeriums die französische Tournee dazu.

### Showtime, die englischsprachige Theaterschule
Zu Beginn des Schuljahres 2010/11 wurde die Theaterschule Showtime gegründet. Diese soll Kindern und Jugendlichen im Alter zwischen 6 und 18 Jahren auf abwechslungsreiche Art Grundkenntnisse in den Bereichen Schauspiel, Tanz und Gesang vermitteln. Als Ziel wird von der Theaterleitung angegeben, Kindern und Jugendlichen Raum zu geben, sich selbst und ihre Talente zu entdecken und diese zu fördern.

### Vienna' English Theatre – Academy
Im Jahr 2018 wurde die VET – Academy gegründet. Die Academy ist eine private Schauspielschule. Die Unterrichtssprache ist ausschließlich englisch. Den Schauspielschülern wird die einem 4- semestrigen Studium fünf Elementen der Schauspielerei nähergebracht: Schauspiel, Bewegung, Stimme & Gesang, Fähigkeitsbasierte Module und Leistung. Während des Schuljahres erhalten die Schüler Gelegenheit, sich auszutauschen und ihre kreative Arbeit zu präsentieren. Am Ende eines jeden akademischen Jahres arbeiten die Studenten zusammen an einem Theaterstück für die öffentliche Aufführung im VET.

## Trivia
Das „Mini-Theater“ zahlte seinen Star-Schauspielern in den 1970er Jahren im Wochendurchschnitt nur rund (umgerechnet) 500 Euro, das Hotel in Wien mussten sie sich auch selbst zahlen. „Denn, so paradox es klingt, sie haben wenig Wahl.“, so der Spiegel (24/1978). Das wurde darauf zurückgeführt, dass die Honorare für Film und Fernsehen in England und den USA so hoch waren, dass sich die Darsteller das Theaterspielen in den Aufführungsserien in London und am Broadway wegen der in der Zeit entgangenen TV- und Film-Gagen nicht mehr leisten konnten.
Im Vienna's versammelte sich immer schon gern die „Crème de la Crème“ von Wien, „von den roten Regierungsmitgliedern bis zum schwarzen Oppositionsführer, von den obersten Gewerkschaftern bis zum Präsidenten der Industriellen-Vereinigung.“ Das bedingte, dass man, um eine Premierenkarte zu bekommen, mehr als Glück, nämlich Titel und Mittel, brauchte. Für die Sitzordnung hielt sich die Amerikanerin Ruth Brinkmann an das Protokoll des Außenministeriums, um niemanden zu beleidigen. Denn „den hierarchischen k. u. k. Regeln der Republik Österreich [sei sie] nicht gewachsen [gewesen].“
Den damaligen Bundespräsident Rudolf Kirchschläger hatte man einmal um verspätetes Erscheinen gebeten. Er sollte als höchster Ehrengast ins bereits volle Theater einziehen. Auf diese Bitte telefonierte Kirchschläger zurück mit der Frage: „Warum muß ich denn eine Viertelstunde später kommen? Darf ich den Anfang des Stücks nicht sehen?“

## Jubiläumsausstellung
Vom 25. September 2013 bis 30. April 2014 fand im Bezirksmuseum Josefstadt die Jubiläumsausstellung „50 Jahre Vienna’s English Theatre“ statt.

## Auszeichnungen
- Im November 2004 wurde das Theater mit dem Nestroy-Theaterpreis/Spezialpreis „für 40 Jahre hervorragender Theaterarbeit“[7] ausgezeichnet.